# Železniční trať Thusis – Svatý Mořic
Železniční trať Thusis – Svatý Mořic, známá také pod názvem Albulabahn neboli Albulská dráha, je železniční trať v kantonu Graubünden ve východní části Švýcarska, která spojuje Thusis (697 m n. m.) se Svatým Mořicem (1775 m n. m.). Trať je známá pro svou vysokou architektonickou, technickou i historickou hodnotu. Výstavba prvního úseku trati byla zahájena již v roce 1898 a dokončena o pět let později. Albulská dráha zahrnuje 42 tunelů a galerií spolu se 144 viadukty a mosty, které pomáhají trati překonat náročný vysokohorský terén Švýcarských Alp. Mezi nejznámější vlaky, provozované na trati, patří Ledovcový expres (od roku 1930) a Bernina Express (od roku 1973). Trať provozuje Rhétská dráha (RhB). Stejně, jako ostatní tratě RhB, je i tato postavena na rozchodu 1000 mm a od roku 1919 je elektrifikována střídavou napájecí soustavou 11 kV 16,7 Hz.
Trať měří 61,67 km a v městečku Thusis v údolí Zadního Rýna (Hinterrhein) plynule navazuje na starší trať z Landquartu. Prochází pohořím Albula, na které odkazuje i svým zažitým názvem, a zajišťuje zejména spojení kantonálního hlavního města Churu se Svatým Mořicem, potažmo celým údolím Engadin. Ve stanici Samedan se nachází železniční uzel, kde na ni navazují další tratě směrem do Scuolu a Pontresiny. Ve Svatém Mořici se pak stýká s neméně známou Berninskou dráhou, která vede přes stejnojmenné pohoří až do italského Tirana. Tyto dvě dráhy jsou od roku 2008 společně zařazeny na seznam světového kulturního dědictví UNESCO pro svůj vynikající technický, architektonický a ekologický soubor hodnot.

## Historie

### První projekty

Plán na stavbu smyček nad stanicí Bergün

Až do roku 1890 měl jihovýchod Švýcarska velmi špatné železniční spojení. Tranzitní dopravu zajišťovala od roku 1882 Gotthardská dráha, spojující střední Švýcarsko s Bellinzonou, takže výstavba rozsáhlejší železniční sítě v Graubündenu se z ekonomického hlediska nejevila jako účelná. Od roku 1858 vedla do hlavního města kantonu Graubünden, Churu, trať z Rorschachu, která však zůstala na několik desetiletí jedinou. Teprve úspěch trati z Landquartu do Davosu, kterou v roce 1890 otevřela společnost Schmalspurbahn Landquart–Davos AG (LD), přinesl obrat. Z technických i ekonomických důvodů však šlo o trať úzkorozchodnou, jak napovídá i německé slovo Schmalspur – pro její stavbu byl zvolen metrový rozchod (1 000 mm). V roce 1895 se LD přejmenovala na Rhétskou dráhu (Rhätische Bahn AG) a o dva roky později obyvatelé Graubündenu v kantonálním referendu rozhodli, že RhB bude státní dráhou. To vytvořilo podmínky pro rychlou výstavbu dalších tratí, které by zpřístupnily dosud odlehlé části kantonu. Nejnaléhavější byla potřeba stavby trati do údolí Engadin, které vzhledem k nesjízdnosti cest přes Rhétské Alpy (pohoří Albula) v zimním období zůstávalo až 5 měsíců v roce dopravně zcela odříznuto od zbytku Švýcarska.
V roce 1890 předložil hoteliér a podnikatel z Davosu nizozemského původu Willem Jan Holsboer (jeden z hlavních iniciátorů Rhétské dráhy) odborné posudky, které počítaly s železničním spojením (tzv. Scalettská dráha) z Churu přes Davos, tunelem pod průsmykem Scaletta do Svatého Mořice a dále přes průsmyk Maloja do Chiavenny v Itálii. Později musel Holsboer od tohoto projektu upustit, zejména kvůli nerealizovatelnosti vrcholového tunelu Albula. V roce 1895 představil curyšský průkopník železnice Adolf Guyer-Zeller myšlenku dráhy Engadin-Orient, která měla spojit Chur přes Thusis, Engadin a Ofenský průsmyk (Fuorn Pass) s údolím Vinschgau a Terstem. Zeller ji nechal vyprojektovat jako normálněrozchodnou železnici, která měla pod Albulskými Alpami procházet dvanáctikilometrovým tunelem od ústí údolí Val Tisch do údolí řeky Inn pod Beverem. Stejně, jako Ofenbergbahn, měla Engadin-Orient-Bahn zajišťovat spojení také do Val Müstair. Uvažovalo se rovněž o trati přes Julierský průsmyk; i tento projekt byl však zavrhnut. Teprve 30. června 1898 se švýcarské Spolkové shromáždění definitivně vyslovilo pro stavbu železnice Albula.

### Výstavba

Historický letecký pohled na smyčky v úseku Bergün–Preda

Po dokončení trati Chur–Thusis (1896) zahájila Rhétská dráha v říjnu 1898 výstavbu trati Albula. Na rozdíl od trati Bernina, která byla postavena o deset let později ze Svatého Mořice do Tirana a od počátku byla projektována jako elektrická dráha, byla trať Albula stále projektována pro parní trakci a na rozdíl od trati Bernina byla určena primárně pro nákladní dopravu. Tehdejší parní lokomotivy ještě nebyly dostatečně výkonné, proto, aby bylo možné dosáhnout co nejvyšší rychlosti a zátěže, byl maximální sklon omezen na 35 promile a poloměr oblouku byl projektován co největší. Ve prospěch vyšší efektivity tak Albulská trať nevyčerpává všechny tehdejší technické možnosti adhezní železnice.
Takový styl výstavby vyžadoval velké množství inženýrských staveb. Viadukty byly postaveny výhradně z masivního kamene. Jako obzvlášť problematické se ukázalo stoupání mezi Bergünem a Predou, kde bylo třeba na pěti kilometrech překonat více než 400 výškových metrů. Aby bylo dodrženo maximální stanovené stoupání, navrhl vrchní inženýr Friedrich Hennings složitou trasu, která trať prodloužila na 12 kilometrů, avšak dodržela maximální požadovaný sklon. Dva klasické tunely, tři spirálové tunely a řada mostů splnily tento úkol tím, že trať postupně stoupá nahoru kruhovými smyčkami (podobnými šroubovici). Problémy na tomto úseku trati způsobila zejména výstavba 660 metrů dlouhého spirálového tunelu Rugnux, protože horská voda o teplotě 4 °C ztěžovala práci dělníků. Dalším problémem bylo zajištění trasy proti lavinám a skalnímu řícení, zejména v horní části údolí Albula mezi Bergünem a Nazem. Za tímto účelem bylo vybudováno několik galerií a lavinových bariér. Hlavním cílem bylo kompletní zabezpečení strmého svahu (od cca 1 500 m n. m. do cca 2 500 m n. m., šířka cca 1,5 km) na Piz Muot (2 670 m n. m.), na jehož svahu se nacházejí tři široké, nebezpečné lavinové cesty. Na ochranu svahu byly postaveny suché kamenné zdi, kovové a dřevěné konstrukce, galerie a tunel a bylo provedeno rozsáhlé zalesnění. Samotné suché kamenné zdi mají celkovou délku asi 11 kilometrů. V době svého vzniku byla lavinová ochrana na Piz Muot nejdůkladnější lavinovou ochranou ve Švýcarsku.
Bezprostředně za stanicí Preda byl proražen vrcholový, 5 866 metrů dlouhý tunel Albula, který prochází pod rozvodím mezi Rýnem a Dunajem několik kilometrů západně od průsmyku Albula. S vrcholem ve výšce 1 820 metrů nad mořem šlo v době výstavby o nejvýše položenou železniční trať jak ve Švýcarsku, tak v celých Alpách. Stavba tunelu způsobila značné problémy kvůli pronikání podzemní vody, což vedlo ke krachu stavební firmy. Na stavbě tunelu Albula bylo zaměstnáno celkem 1 316 osob a při jeho výstavbě došlo k celkem 16 smrtelným pracovním úrazům. Dne 29. května 1902 ve 3:30 hodin došlo k setkání razicích čet z obou směrů uprostřed hory.
Dne 1. července 1903 byl otevřen úsek Thusis–Celerina. Protože se RhB a město Svatý Mořic musely ještě dohodnout na umístění stanice, bylo otevření zbývajícího, téměř tříkilometrového úseku odloženo až na 10. července 1904. Nádraží ve Svatém Mořici bylo po dlouhých diskuzích nakonec umístěno na severovýchodním okraji města, s ohledem na plánované pokračování údolím Val Bregaglia dále do Itálie, které však nebylo nikdy realizováno. Stanice tak do dnešních dnů zůstala hlavovým nádražím (podobně, jako například Praha Masarykovo nádraží).

### Elektrifikace

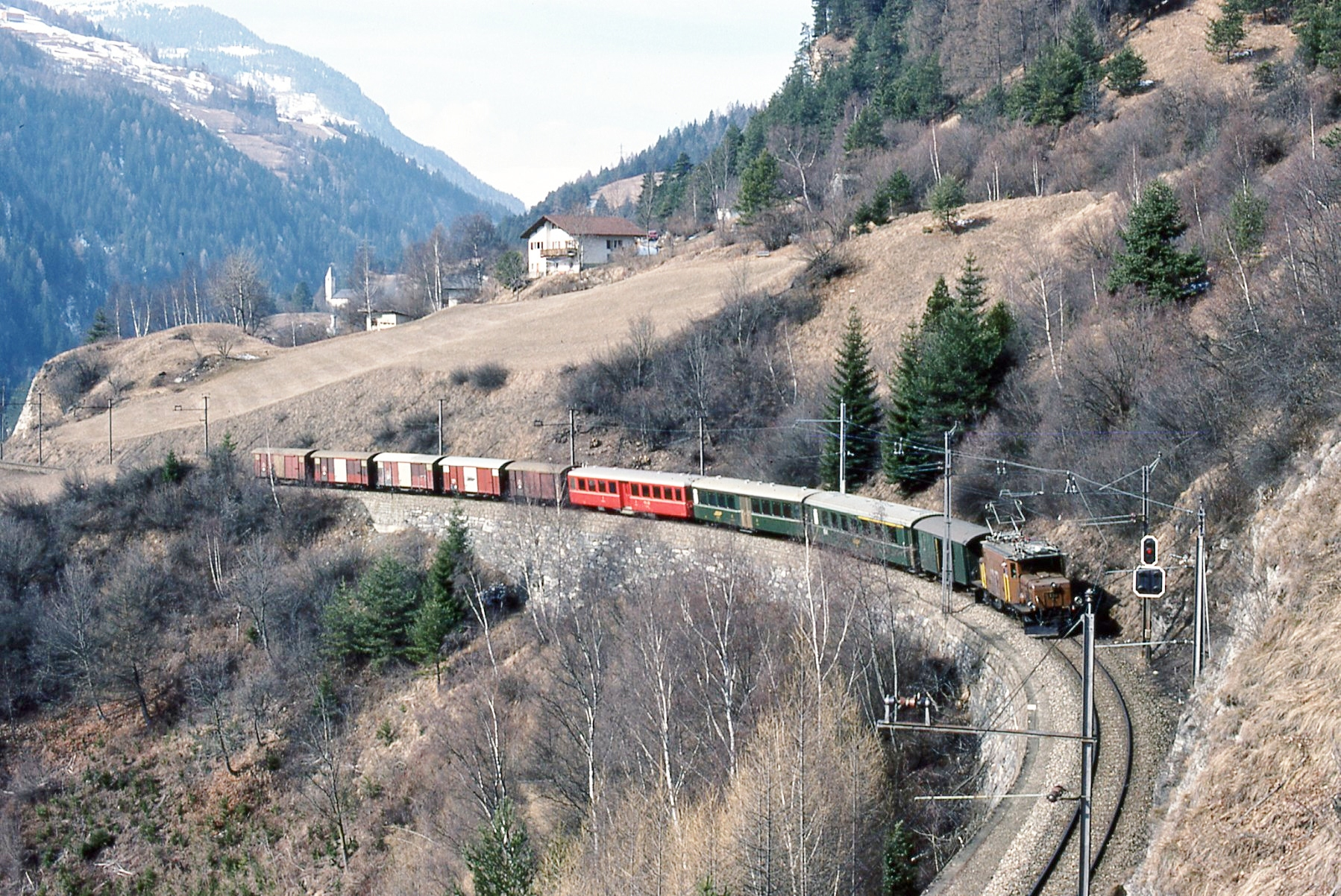
Lokomotiva řady Ge 6/6^{I}, stoupající se smíšeným vlakem ke stanici Filisur

Již po několika letech provozu se projevilo, jak je parní trakce na takto sklonově náročné trati nevýhodná. Vše ještě umocnil nedostatek uhlí během první světové války a tyto faktory přiměly RhB k zahájení elektrifikace celé své sítě. Dne 20. dubna 1919 byl elektrifikován první úsek Bever–Filisur, a to střídavým napětím 11 kV 16 2/3 Hz, které se osvědčilo na mezitím otevřené Engadinské trati. Pokračování až do Thusis vstoupilo do provozu v elektrické trakci 15. října téhož roku.
Elektrické lokomotivy umožnily značné zvýšení dopravovaných zátěží a u osobních vlaků došlo ke zkrácení jízdní doby. Jakýmsi symbolem dráhy se staly stroje řady Ge 6/6I (přezdívané albulský krokodýl), dodávané od roku 1921. Ty byly nasazeny zejména v nákladní dopravě, ale dopravovaly i vlaky osobní a smíšené.

### Po roce 1920
Od roku 1930 jezdí po Albulské trati slavný ledovcový expres a roku 1973 se k němu přidal Bernina Express, který nahradil stejnojmenný expresní autobus, spojující od roku 1969 Chur a Tirano. Oba vlaky jako vlajkové lodi Rhétské dráhy vytvořily legendární pověst železniční společnosti mezi železničními nadšenci po celém světě.
Od roku 1969, kdy byla trať vybavena kolejovými obvody (zabezpečovací zařízení typu Rollbock), bylo na trati zavedeno částečné dálkové řízení některých stanic. Dispečerské pracoviště pro horní úsek trati sídlilo až do roku 2005 ve stanici Filisur, od tohoto data je celá trať dálkově řízena (stejně jako ostatní tratě RhB) z ústředního dispečerského pracoviště v Landquartu.
Rozvodna v Beveru byla modernizována roku 1973; dnes zajišťuje napájení většiny trati. V roce 1980 byl postaven 32 metrů dlouhý tunel Pro Quarta mezi Suravou a Alvaneu, přes který vede kantonální silnice. Postupně prodlužované předjízdné koleje všech stanic mají dnes délku přes 260 metrů, což odpovídá až 13vozovému osobnímu vlaku. V roce 1985 byla výrazně rozšířena galerie Maliera, která byla postavena mezi stanicemi Muot a Naz. Prodloužení směrem k Bergünu bylo nutné pro lepší ochranu železniční trati před lavinami a skalními říceními. Od té doby je horní stará část galerie Maliera zděná, spodní nová část je betonová. Od konce 90. let vybudovala RhB tři krátké dvoukolejné úseky: mezi Thusis a Sils, a prodloužena byla severní zhlaví stanic Filisur a Preda pro plynulé křižování protijedoucích vlaků. Zbytek trati je stále jednokolejný a z velké části ve stavu z roku 1904.

### Rekonstrukce a úpravy trati

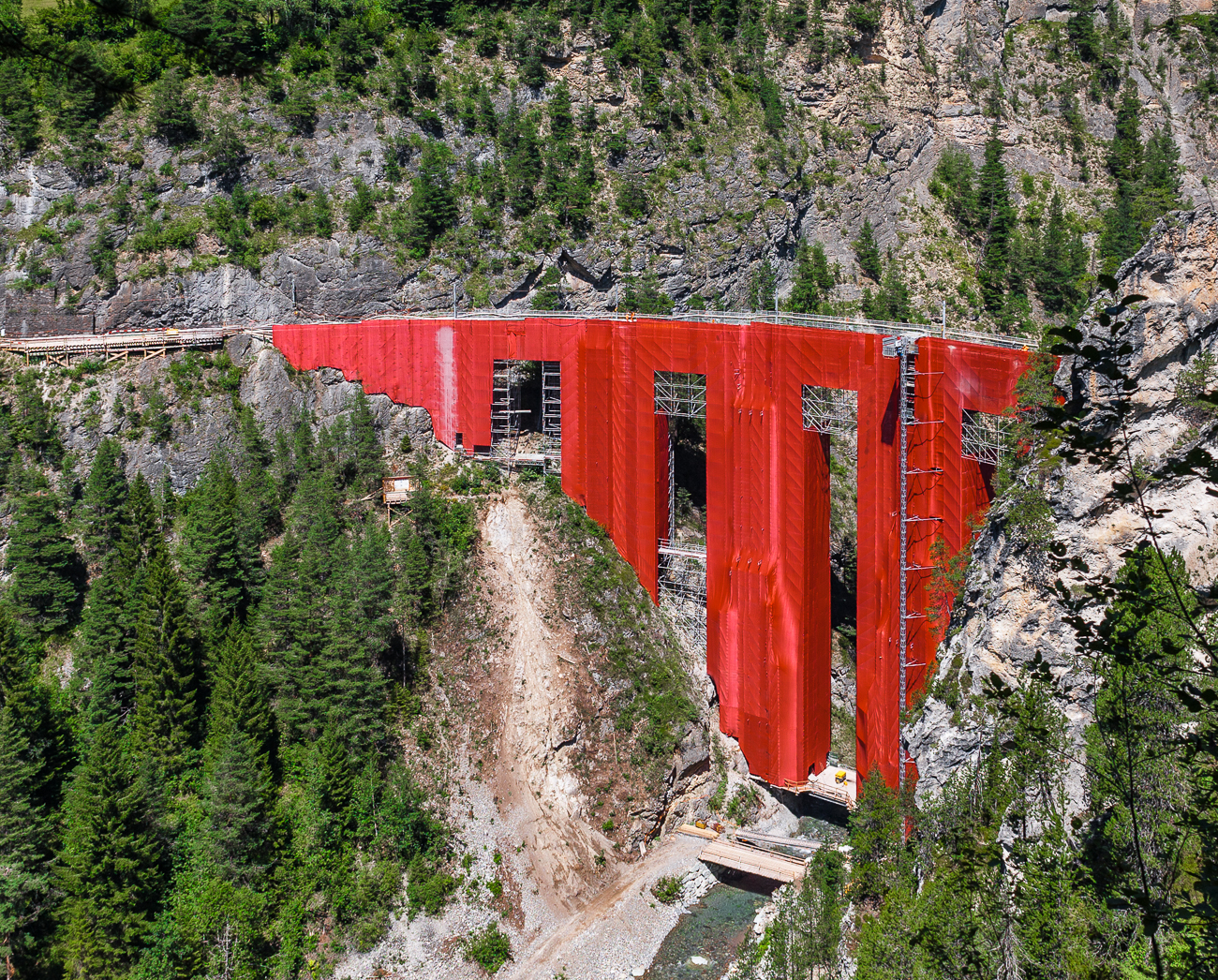
Viadukt Landwasser v rekonstrukci (2009)

Od přelomu 20. a 21. století investovala Rhétská dráha miliony franků do obnovy trati, zejména budov. V roce 1997 byl například renovován a modernizován viadukt Solis, v roce 2009 pak viadukt Landwasser a viadukt Albula III. V roce 2010 byl zrekonstruován tunel Argentieri před Svatým Mořicem a viadukt Clix. Ve stejné době byla otevřena turistická stezka kulturní a průmyslové historie Via Albula/Bernina.
Na trati do Svatého Mořice byl odstraněn železniční přejezd na výjezdu ze stanice Samedan, kde byla trať přivedena do podjezdu. Nový, 100 metrů dlouhý tunel byl slavnostně otevřen v prosinci 2011 a současně byla zrekonstruována stanice Samedan. V letech 2010 až 2012 proběhla rozsáhlá rekonstrukce nádraží Bergün včetně kolejí a nástupišť.
Od léta 2011 do konce roku 2012 probíhala rekonstrukce tunelu Charnadüra u Svatého Mořice. Byla snížena spodní hrana tunelu a instalován nový železobetonový odvodový žlab, aby se zvětšil průjezdný průřez. V roce 2011 byl kompletně zrekonstruován viadukt Rugnux. Byly opraveny všechny spáry zdiva, položeny nové koleje a nový železobetonový zátěžový žlab. Práce probíhaly za plného provozu a většina činností byla provedena během nočních výluk. Protože viadukt není přístupný po silnici ani po kolejích, musela být většina materiálu a všechny velké stroje dovezeny po železnici.

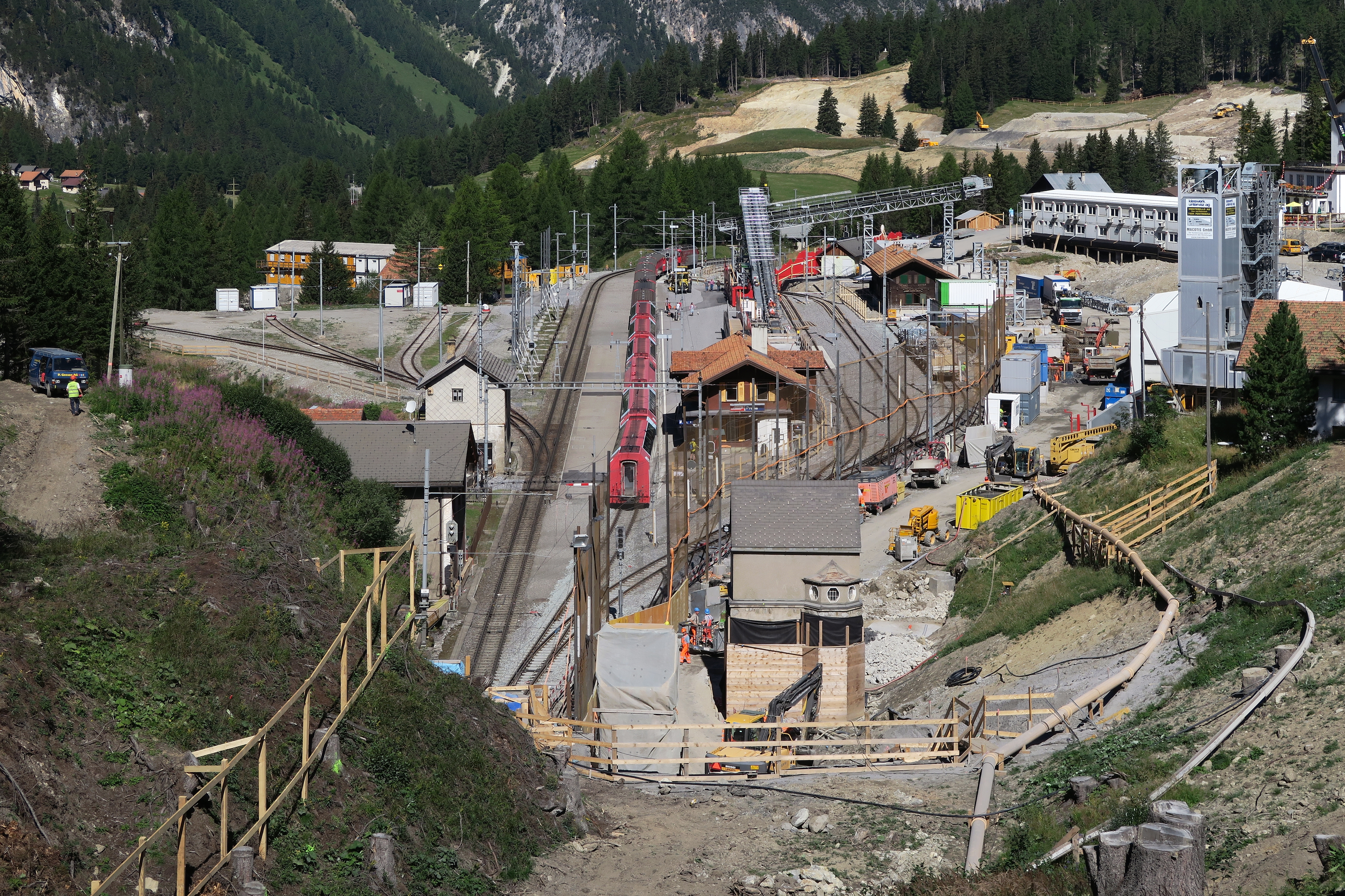
Staveniště nového Albulatunnelu ve stanici Preda (2015)

Nejnákladnějším projektem je rekonstrukce tunelu Albula. V roce 2009 Rhétská dráha zpracovala studii, zda by bylo ekonomičtější tunel rozsáhle rekonstruovat, nebo jej nahradit novou stavbou. Na jaře 2010 RhB oznámila, že se plánuje stavba zcela nového tunelu, souběžně s tunelem původním. Náklady se odhadují na 260 milionů švýcarských franků. Podle RhB je sice stavba nového tunelu o 20 milionů CHF dražší než rekonstrukce starého, ale nový tunel je značně bezpečnější, umožňuje vyšší rychlost a může být ražen za plného provozu na trati, což bylo zváženo jako nejdůležitější kritérium. Stavba nového Albulatunnelu byla zahájena 31. srpna 2015 a jeho výstavba má trvat šest a půl roku. Stavba probíhá v souladu se statusem světového dědictví. Zprovoznění nového tunelu Albula proběhlo podle plánu v červnu 2024. Oficiální otevření proběhlo 8. června 2024 za přítomnosti spolkového ministra pro životní prostředí, dopravu, energie a komunikace Alberta Röstiho, 9. června následovala veřejná oslava a zahájení provozu bylo stanoveno na 12. června 2024. Starý tunel bude poté renovován a přeměněn na bezpečnostní tunel (únikovou cestu).
Mezi roky 2018–2019 byl obnoven úsek z Thusis do Sils im Domleschg, který byl modernizován na dvoukolejný a napojen na obloukový most přes Zadní Rýn, který byl obnoven v roce 1993 a byl již připraven pro dvojkolejnou trať. Mezi stanicemi Stugl/Stuls a Bergün/Bravuogn probíhala od roku 2016 kompletní rekonstrukce tunelu Glatscheras a v roce 2020 byla zahájena rekonstrukce tunelu Bergüner Stein. Sanace tunelu Glatscheras byla pilotním projektem, při kterém byla poprvé použita nová stavební metoda pro sanaci tunelů Rhétské dráhy, která umožňuje sanaci za plného provozu. Práce se provádějí přes den za mobilní ocelovou ochrannou konstrukcí pro vlaky (zejména příprava na trhací práce) a hlavní práce s trhacími pracemi a těžkou technikou pro výkopové práce se provádějí v noci; snižuje se kolejové lože a zvětšuje se průřez tunelu tak, aby bylo možné dlouhodobě sanovat stěny tunelu instalací prefabrikovaných tubusů.

### Nehody
Dne 1. srpna 1952 vykolejil u Beveru kvůli překročení rychlosti vlak vedený lokomotivou Ge 4/4I číslo 602 a zřítil se na souběžnou silnici. Dva lidé zahynuli ve vlaku, jeden na silnici. Čtyři lidé byli vážně zraněni.
Dne 13. srpna 2014 byl vlak IR 1136, jedoucí ze Samedanu do Churu a ve kterém cestovalo přibližně 140 osob, zasažen sesuvem půdy mezi stanicemi Tiefencastel a Solis. Vykolejily tři osobní vozy, jedna osoba byla usmrcena, čtyři těžce zraněny a došlo k rozsáhlým materiálním škodám.

## Popis trati

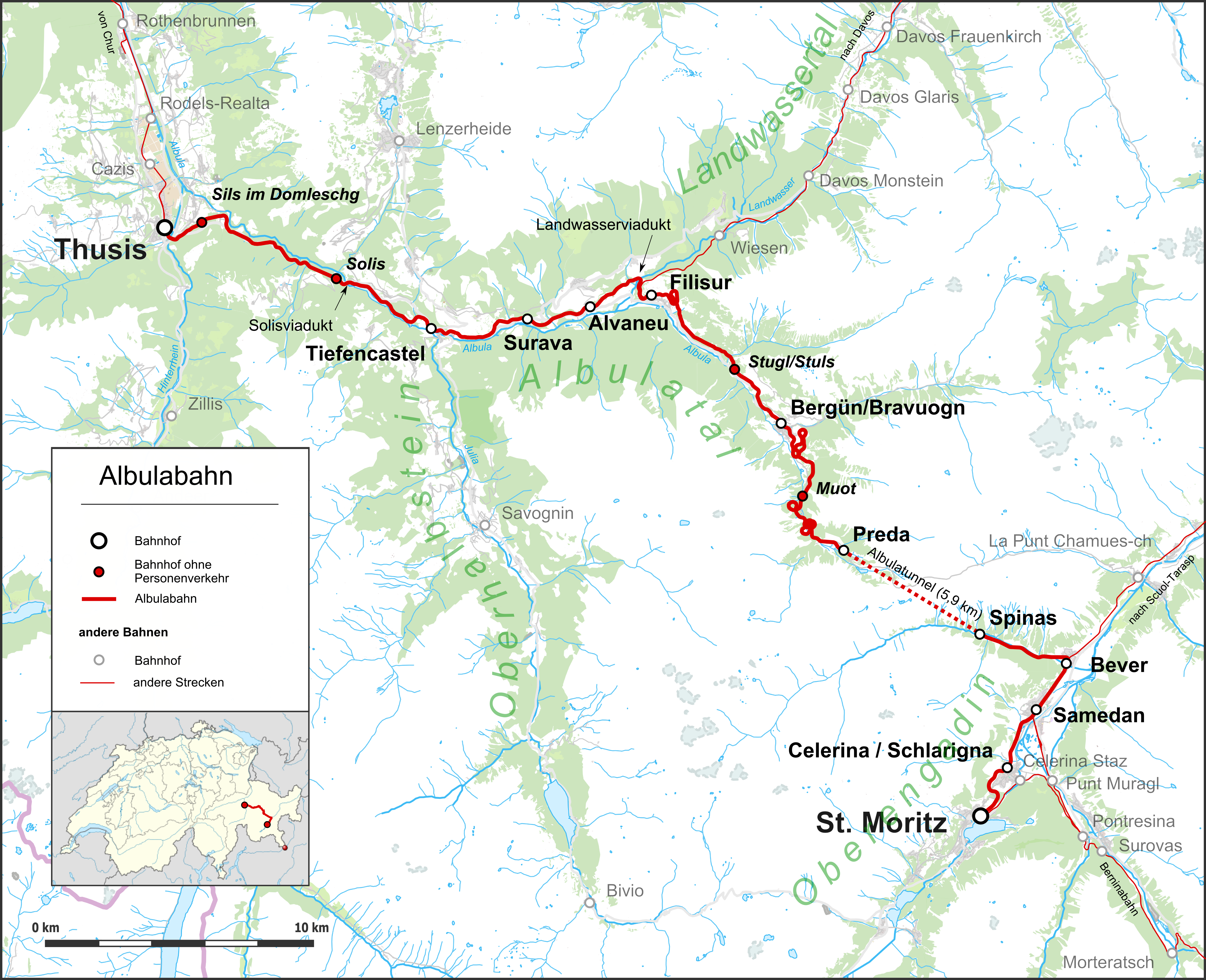
Zákres trati na mapě

Trať začíná v železniční stanici Thusis, kde plynule navazuje na starší úsek, přivedený již roku 1896 z Churu. Po mostě přes Zadní Rýn a silnici A13 se trať dostane do soutěsky Schinschlucht, kterou prochází pomocí několika tunelů a dalších mostů, a vyhoupne se ke stanici Solis. Za touto stanicí se nachází známý Soliser Viadukt, po kterém trať přejde řeku Albula a stoupá dále proti jejímu proudu k Tiefencastelu. Odtud trať pokračuje přes stanice Surava a Alvaneu, které dnes již plní spíše technickou funkci (osobní vlaky zde až na výjimky nezastavují), vstříc soutoku řek Albula a Landwasser, nacházejícímu se pod obcí Filisur. Řeku Landwasser trať překonává stejnojmenným viaduktem, který se stal za více než 100 let své existence již téměř legendární stavbou. Viadukt se nachází v ostrém pravotočivém oblouku (poloměr 100 metrů), na délku měří 136 metrů a výška kolejí nad údolím dosahuje 65 metrů. I přes svou mohutnost a obří rozměry (na jeho stavbu bylo spotřebováno 9 200 m³ zdiva a kamene) byl vybudován za pouhých 18 měsíců mezi lety 1901–1902. Na viadukt přímo navazuje krátký tunel, také pojmenovaný Landwasser, který trať přivede do stanice Filisur. Zde se napojuje trať z Davosu.

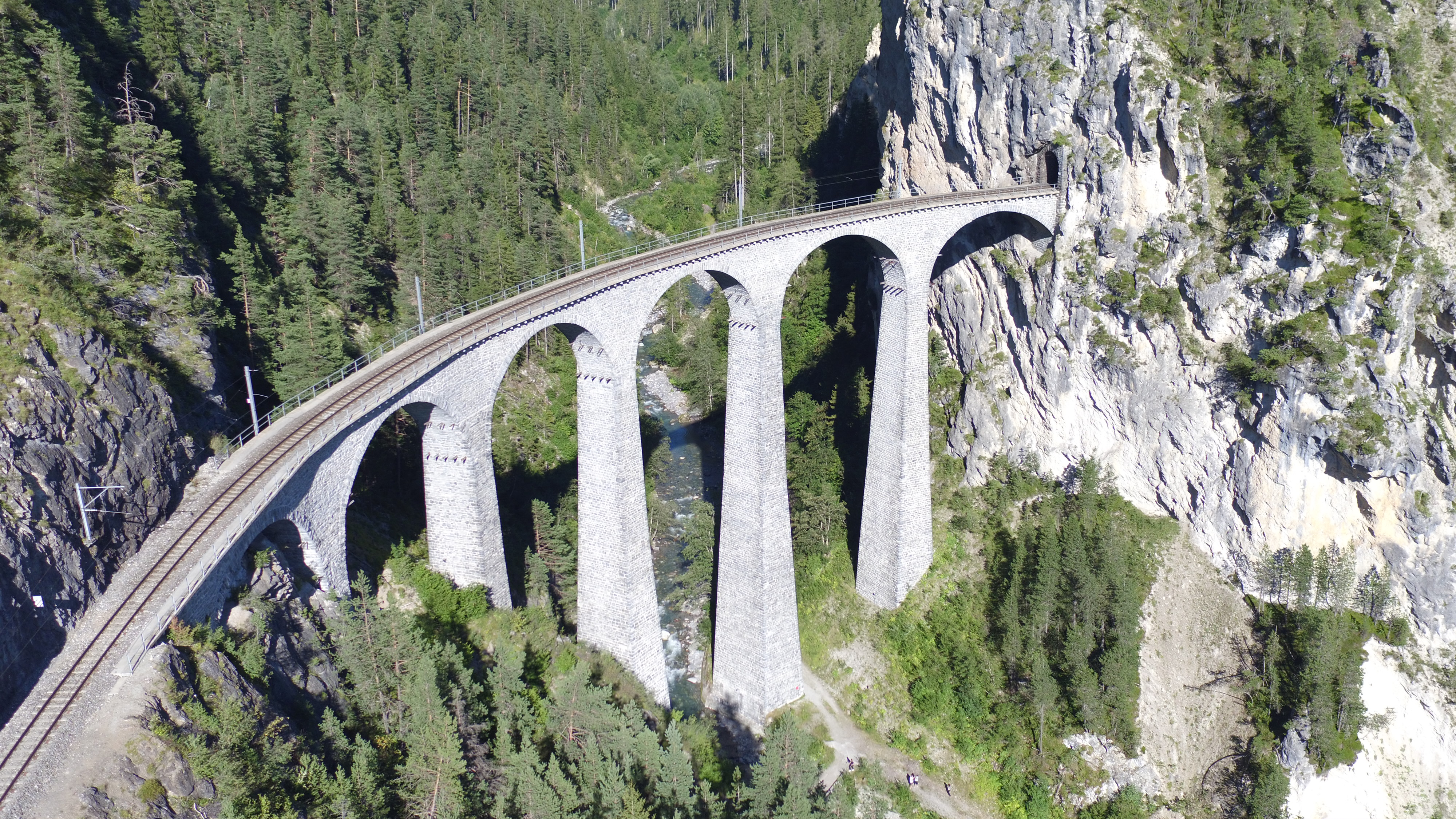
Zřejmě nejznámější stavba na trati – viadukt Landwasser

Za Filisurem začíná nejnáročnější úsek trati vstříc pohoří Albula a trať vykonává první smyčku, kdy pomocí 698 metrů dlouhého tunelu Greifenstein nadjíždí sebe sama. Téměř nepřetržité stoupání 35 ‰ pokračuje přes zrušenou stanici (dnes pouze výhybnu) Stugl/Stuls k Bergünu. Úsek Bergün–Preda je pak na celé trati nejpůsobivějším, jelikož vlak hned třikrát nadjíždí sám sebe pomocí soustavy smyček, tunelů a čtyř viaduktů (Albula I–IV). Na pouhých několika kilometrech tak trať vystoupá o více než 400 výškových metrů a přes další zrušenou stanici, dnešní výhybnu Muot, dosáhne Predy.
Na zhlaví stanice Preda se nachází severní portál vrcholového Albulatunnelu, ve kterém se zároveň nachází i nejvyšší bod trati (1 820 m n. m.). Odsud již trať klesá přes stanici Spinas a údolím říčky Beverin ke stanici Bever, která je vstupní branou do údolí Engadin. Téměř rovný (na této trati vzácný) úsek přivádí trať do Samedanu, železničního uzlu horního Engadinu. Zde je možnost přestoupit na vlaky směr Pontresina (případně dál směr trať Bernina), nebo směr dolní Engadin. Od roku 2020 je úsek Bever–Samedan, společný s tratí do Scuolu, dvojkolejný.
Ze Samedanu trať opět mírně stoupá do Celeriny a soustava dvou tunelů a dvou viaduktů ji následně přivádí do cílové stanice ve Svatém Mořici, která se nachází na břehu jezera Moritzer See v nadmořské výšce 1 775 metrů.
Původním plánem bylo prodloužit trať přes průsmyk Maloja do Chiavenny v Itálii. Tam měla být napojena na italskou trať, která vede podél jezera Como do Milána. Z tohoto důvodu bylo nádraží ve Svatém Mořici navrženo jako průjezdné. Zatímco na švýcarské straně bylo plánování trati údolím Val Bregaglia v pokročilém stádiu, na italské straně existovala pouze neurčitá prohlášení o záměru takovou trať postavit. První světová válka a následná hospodářská krize projektu zabránily. Dnes po této trase jezdí přeshraniční poštovní autobusová linka.

## Současnost

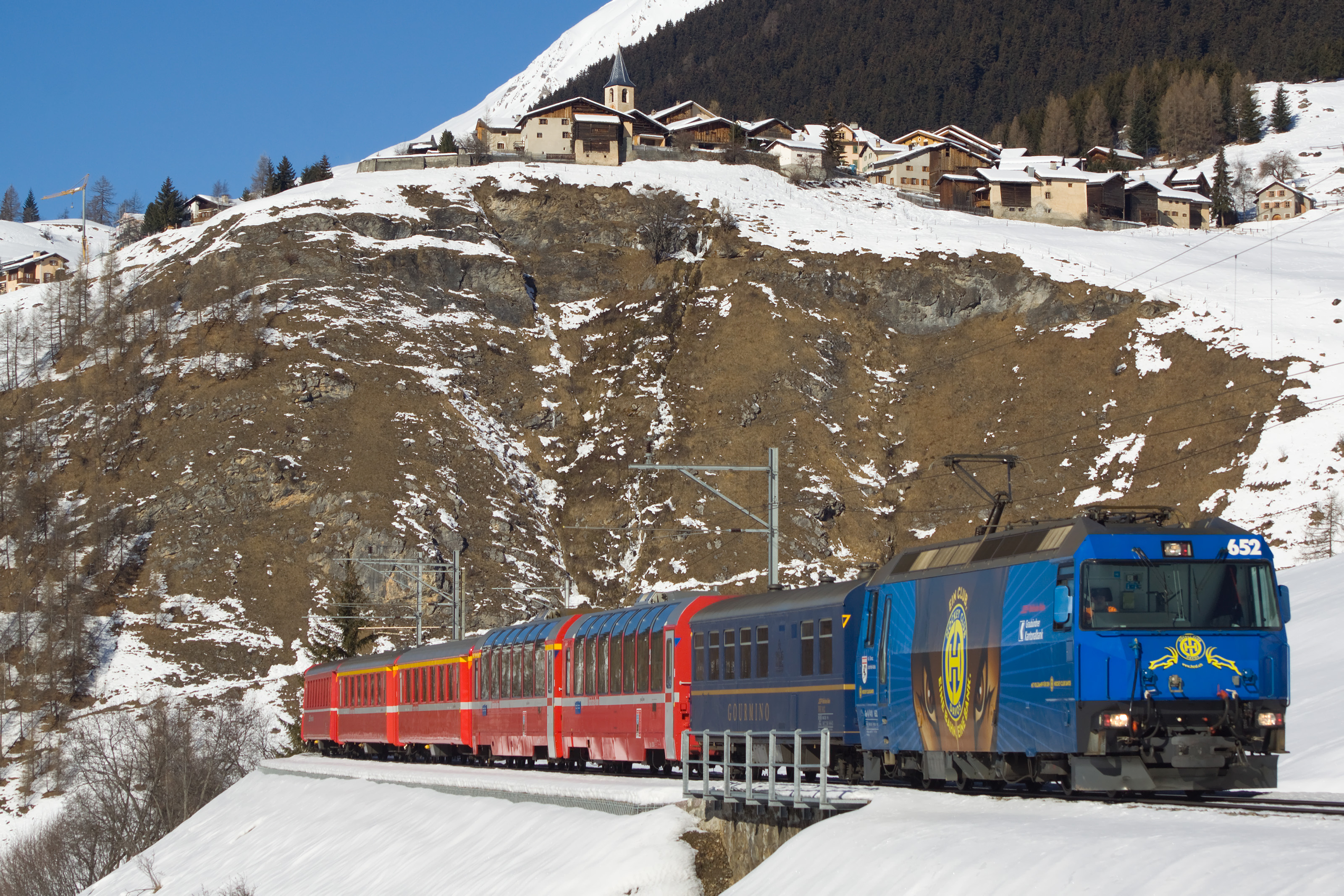
Lokomotiva řady Ge 4/4^{III} s osobním vlakem u Bergünu

Mezi Churem a Svatým Mořicem jezdí každou hodinu rychlíky, které jsou od prosince 2004 oficiálně zařazeny do kategorie RegioExpress a od prosince 2017 InterRegio. Na překonání úseku Thusis – Svatý Mořic potřebují 94 minut; dosahují tak průměrné rychlosti 39 km/h. Trvale jsou obsluhovány pouze stanice, ve kterých tyto vlaky zastavují, na menších stanicích vlaky od 90. let nezastavují, Surava a Alvaneu proto mají pouze příležitostné vlakové spoje mimo špičku. Dopravní obslužnost těchto obcí zajišťují primárně žluté poštovní autobusy Postauto. Ve stanici Filisur mají všechny vlaky přípoje na trať ve směru Davos. V hlavní sezóně jezdí pro turistické účely zvláštní vlaky s panoramatickými vozy, zejména slavný Glacier Express z Zermattu do Svatého Mořice a Bernina Express z Churu přes Samedan a Pontresinu do Tirana. Ty dopravují zejména starší lokomotivy řady Ge 4/4II.
Většinu vlaků dopravují moderní elektrické lokomotivy řady Ge 4/4III, doplněné elektrickými jednotkami řady ABe 8/12 (Allegra). Jedním ze symbolů trati se staly lokomotivy řady Ge 6/6I, které zde sloužily v pravidelném provozu na všech druzích vlaků mezi lety 1921–1985. I dnes je zde možné potkat dva zachované exempláře, které slouží k dopravě historických a zvláštních vlaků.
Téměř všechny stanice na trati jsou obsluhovány nákladními vlaky, ty větší mají alespoň jednu vlastní posunovací lokomotivu (Thusis, Samedan, Svatý Mořic). Přepravuje se především dřevo, cement a další stavební materiály, ropné produkty a potraviny. Nákladní vlaky jezdí až šestkrát denně a pro údolí Engadin jsou jedním z nejdůležitějších dopravních prostředků, přivážejících do údolí materiál a zásoby. Do roku 2021 zajišťovaly většinu nákladní dopravy stroje řady Ge 6/6II; po jejich vyřazení z provozu na podzim tohoto roku byly nahrazeny novějšími Ge 4/4II a Ge 4/4III.
V úseku Bergün–Preda jezdí v zimě také sáňkařské vlaky. Jedná se o kyvadlové vlaky, které vozí sáňkaře z Bergünu do Predy; ti pak zpět do Bergünu sáňkují po silnici v průsmyku Albula, která je uzavřena pro silniční dopravu.

## Světové dědictví UNESCO
Albulská dráha je od roku 2008 součástí světového kulturního dědictví UNESCO. Spolu s ní byla pod ochranu přijata také Berninská dráha a krátká spojovací trať Samedan–Pontresina. Albulský úsek zahrnuje 42 tunelů a galerií, 144 viaduktů a mostů; na Berninské dráze je celkem 13 tunelů a 52 viaduktů a mostů. Jako důvod pro zařazení do seznamu kulturního dědictví UNESCO bylo uvedeno to, že projekt Rhétské dráhy je příkladem využití železnice k překonání izolace osad ve středních Alpách počátkem 20. století s významným a trvalým socioekonomickým dopadem na život v horách. Představuje vynikající technický, architektonický a ekologický soubor.